# Frederik Paludan-Müller
Pour les articles homonymes, voir Müller.

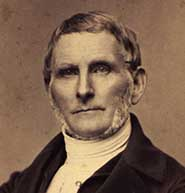
Frederik Paludan-Müller

Frederik Paludan-Müller, né le 7 février 1809 dans l'île de Fyn (Fünen) à Kerteminde et mort le 27 décembre 1876 à Copenhague, est un écrivain et poète danois. Son père, évêque protestant d'Århus, fut nommé au siège d'Odense où Frederik fit des études de latin.

## Biographie
Après des études secondaires à Odense, puis à l'université de Copenhague, il était encore étudiant en droit quand il commença sa carrière de poète dès 1832. Il se tailla une réputation de grand poète presque immédiatement avec une comédie romantique :  L'amour courtois  suivie  en 1833 de  La Danseuse qui eut un énorme succès public. La critique lui fut favorable aussitôt. 
Moins inspiré dans son romantisme orientaliste avec Psyché et l'Amour (1834), puis Conte oriental  (1834), il ne parut pas au barreau malgré la licence en droit qu'il avait obtenue en 1835. Et de 1838 à 1840, il accomplit un tour d'Europe qui ne lui apporta pas beaucoup d'inspiration.
Marié en 1830 à une femme de lettres : Charite Borch, il se replia sur le genre religieux avec des poésies comme  Le Paradis (Parasdiset, 1861), Benoît de Nursie (Benedikt far Nursia, 1861) et d'autres poèmes du même style rassemblés après sa mort dans le recueil  Six poèmes (Six Digte, 1883).
Il semble que son œuvre la plus importante soit restée totalement incomprise de nos jours. Il s'agit d'une épopée satirique Adam Homo  en trois volumes (1841-1848),.
Dans la dernière période de sa vie Paludan-Müller se consacra au roman social avec Ivar Lykkes en trois volumes (1866-1873).